# Nicolas Chalon du Blé
Nicolas Chalon du Blé (Chalon-sur-Saône, 24 januari 1652 - Parijs, 10 april 1730) was een Frans militair die opklom tot de rang van Maarschalk van Frankrijk en was ook diplomaat en minister.

## Biografie
Nicolas Chalon du Blé werd geboren als de tweede zoon van Louis Chalon du Blé, markies van Uxelles en Marie Le Bailleul. Omdat hij het tweede kind was, lag er een kerkelijke carrière voor hem in het verschiet. Maar door de dood van zijn oudere broer bij het Beleg van Candia in 1669 verkreeg hij de positie van militair gouverneur van Chalon. Zijn allereerste wapenfeit was tijdens het Beleg van Besançon in 1674. Hij kwam ook in de gunst te staan van de Franse minister van oorlog, François-Michel le Tellier, waardoor hij snel carrière kon maken. Hij kon snel van brigadier opklimmen naar de rang van generaal-majoor.
In 1688 was Chalon du Blé opgeklommen tot luitenant-generaal en vocht hij onder kroonprins Lodewijk mee tijdens het Beleg van Philippsburg in 1688. Tijdens dit beleg raakte hij gewond aan zijn schouder. Hij leidde het Franse leger vervolgens bij het beleg van Mainz. Op bevel koning Lodewijk XIV van Frankrijk moest hij hier de strijd staken, maar ondanks zijn sterke verdediging werd zijn capitulatie niet goed ontvangen door de Franse bevolking. In 1703 benoemde Lodewijk XIV hem tot Maarschalk van Frankrijk.
Chalon du Blé werd in 1710 samen met kardinaal Melchior de Polignac door de koning afgevaardigd om in Geertruidenberg met de Republiek der Zeven Verenigde Nederlanden de vredesonderhandelingen te starten. Deze voerde hij met Bruno van der Dussen en Willem Buys. De onderhandelingen liepen echter vast omdat de Hollanders van de Fransen eisten dat ze Filips V van Spanje zouden afzetten, een eis waar de Fransen niet mee akkoord konden gaan. Ook vertegenwoordigde hij zijn koning bij de Vrede van Utrecht.
Na de dood van Lodewijk XIV werd hij in 1715 door regent Filips van Orléans benoemd tot minister van Buitenlandse Zaken. Chalon du Blé zette het buitenlandbeleid van Lodewijk XIV verder. Dit hield in dat het bondgenootschap met Spanje behouden moest blijven en Groot-Brittannië op afstand moest worden gehouden. Toen in 1717 de Triple Alliantie werd gesloten met de Republiek en Groot-Brittannië tegen Spanje was hij hier ook een fel tegenstander van. Ook toen dit verbond werd uitgebreid naar een Quadruple Alliantie kon dit niet op zijn goedkeuring rekenen. Wel ging hij er schoorvoetend mee akkoord.
Chalon du Blé overleed ongehuwd en kinderloos op 10 april 1730.

## Persoonlijk
Nicolas Chalon du Blé was een lange en rossige man. Hij stond ook bekend als homoseksueel die gek was op jonge officieren die hij "domesticeerde".